# Domenico Tarugi
Domenico Tarugi (Ferrara, 1638 - Ferrara, 27 de dezembro de 1696) foi um cardeal do século XVIII

## Biografia
Nasceu em Ferrara em 1638. De uma família de Orvieto. Seu pai era auditor da Sagrada Rota Romana. Seu sobrenome também está listado como Tarusius.
Estudou na Universidade La Sapienza, em Roma, onde obteve o doutorado em direito.
Exerceu a advocacia no estudo de Angelo Celsi, auditor da Sagrada Rota Romana e posteriormente cardeal. Auditor da Nunciatura em Portugal, 1670. Auditor do Cardeal Flavio Chigi. Advogado consistorial, 1682. Tenente civil do auditor da Câmara, 1689. Referendário dos Tribunais da Assinatura Apostólica de Justiça e de Graça, mantendo o cargo de advogado consistorial, 29 de janeiro de 1689. Auditor da Sagrada Rota Romana, 1694 .
Criado cardeal sacerdote no consistório de 12 de dezembro de 1695; recebeu o chapéu vermelho e o título de S. Maria della Scala, em 2 de janeiro de 1696.
Eleito arcebispo de Ferrara, 2 de janeiro de 1696. Dispensa concedida por ainda não ter recebido as ordens sagradas, 2 de janeiro de 1696. Consagrada, 12 de fevereiro de 1696, igreja de S. Maria in Vallicella, Roma, pelo Cardeal Giacomo Boncompagni, assistido por Michelangelo Mattei, patriarca titular latino de Antioquia, e por Prospero Bottini, arcebispo titular de Mira.
Morreu em Ferrara em 27 de dezembro de 1696, palácio arquiepiscopal de Ferrara. Exposto e enterrado na catedral de Ferrara.